# The Open Group
The Open Group es un consorcio de la industria del software que provee estándares abiertos neutrales para la infraestructura de la informática. Fue formado a partir de la fusión de X/Open con OSF en 1996. The Open Group es muy famoso por sus sistemas de certificación de la marca UNIX; en el pasado el grupo fue reconocido por publicar el artículo Single UNIX Specification, el cual extiende los estándares de POSIX y es la definición oficial del sistema operativo conocido como UNIX. Sus miembros incluyen un conjunto de empresas y agencias gubernamentales, como por ejemplo Capgemini, Fujitsu, Hitachi, HP, IBM, NEC, Departamento de Defensa de Estados Unidos, NASA y otros.

## Programas

### Certificación
Los servicios más conocidos de «The Open Group» son sus programas de certificación, incluyendo certificación para la plataforma Common Operating Environment (abreviado "COE" en inglés), CORBA, Directorio, POSIX, Schools Interoperability Framework (SIF), UNIX, y Protocolo de Aplicaciones Inalámbricas (WAP). The Open Group es también el propietario de Marca UNIX.
The Open Group también ha intervenido en la estandardización de las prácticas de desarrollo y negocio, ofreciendo certificaciones para profesionales. Uno de los primeros de estos estándares es la IT Architect Certification y TOGAF (The Open Group Architecture Framework).

### Foros para miembros
The Open Group tiene un sistema para que sus miembros puedan debatir sobre sus necesidades y trabajar conjuntamente en el desarrollo y adopción de estándares en la industria, para facilitar una integración completa. (Observación: algunos de los documentos producidos por The Open Group son accesibles solo por sus miembros, fundamentalmente los que están en desarrollo.) Los miembros pueden suscribirse a los foros semiautónomos, basados en el área de sus intereses. Los foros que incluyen son: "Architecture Forum", "Grid Enterprise Services Forum", "Identity Management Forum", "Jericho Forum", "Messaging Forum", "Enterprise Management and Quality of Service Forum", "Platform Forum", "Real Time and Embedded Systems Forum", "Security Forum", y "Universal Data Element Framework Forum". Los miembros se encuentran en las conferencias y reuniones trimestrales de The Open Group.
Programas Gubernamentales. The Open Group proporciona servicios a sectores gubernamentales: agencias, proveedores, y compañías u organizaciones instaladas por gobiernos para avanzar en sus metas.
Servicios a Consorcios. The Open Group también proporciona una gama de servicios a consorcios y organizaciones, para los procesos de inicio y en el soporte de ayuda operacional para la colaboración, los estándares y mejores prácticas de desarrollo, y asistencia con transferencia de tecnología. Asisten a organizaciones para fijar objetivos, estrategias y la procuración de negocios, y también proporcionan la certificación y prueban servicios del desarrollo.

## Historia
En la década de 1990 los principales desarrolladores de Unix que habían iniciado estándares distintos para competir entre sí, rivalidades conocidas como la Guerra de los Unix, comenzaron a darse cuenta de que les causaba más mal que bien a todos los involucrados, causando que Unix sea vulnerable ante la competencia emergente de Microsoft. La iniciativa COSE en 1993 puede considerarse como el primer paso de unificación y la fusión de Open Software Foundation (OSF) y X/Open en 1996 como el último paso en el fin de aquellas disputas. OSF tuvo que fusionarse previamente con Unix International en 1994, por lo que la nueva entidad representó efectivamente a todos los integrantes de la comunidad Unix en forma definitiva.
El valor de la marca UNIX ha disminuido debido a los cambios en el mercado de sistemas operativos abiertos, en particular, por la aceptación general de sistemas operativos "no estandarizados" tipo Unix como GNU/Linux. Más recientemente ha habido un esfuerzo por The Open Group en colaboración con la Linux Foundation para ayudar a la estandarización de GNU/Linux a través de la especificación Linux Standard Base, pero el éxito de esta iniciativa parece ser muy limitada hasta la fecha.

## Inventos y estándares
- Call Level Interface (La base para ODBC).
- Common Desktop Environment (CDE).
- Distributed Computing Environment (la base para DCOM).
- Distributed Relational Database Architecture (DRDA).
- LDAP (Lightweight Directory Access Protocol).
- Motif, interfaz gráfica para usuarios (usada en CDE).
- Single UNIX Specification (POSIX).
- X Window System.
- El estándar Application Response Measurement (ARM).
- The Open Group Architecture Framework (TOGAF)
- La especificación XA